# Sesbania
Sesbania,  rod mahunarki smješten uvlastiti tribus Sesbanieae, dio potporodice Faboideae. Pripada mu 61 priznata vrsta.

## Vrste
1. Sesbania aculeata (Schreb.) Pers.
2. Sesbania benthamiana Domin
3. Sesbania brachycarpa F.Muell.
4. Sesbania brevipeduncula J.B.Gillett
5. Sesbania burbidgeae C.L.Gross
6. Sesbania campylocarpa (Domin) N.T.Burb.
7. Sesbania cannabina (Retz.) Poir.
8. Sesbania chippendalei N.T.Burb.
9. Sesbania cinerascens Welw. ex Baker
10. Sesbania coccinea (L.f.) Poir.
11. Sesbania coerulescens Harms
12. Sesbania concolor J.B.Gillett
13. Sesbania dalzielii E.Phillips & Hutch.
14. Sesbania drummondii (Rydb.) Cory
15. Sesbania dummeri E.Phillips & Hutch.
16. Sesbania emerus (Aubl.) Urb.
17. Sesbania erubescens (Benth.) N.T.Burb.
18. Sesbania exasperata Kunth
19. Sesbania formosa (F.Muell.) N.T.Burb.
20. Sesbania goetzei Harms
21. Sesbania grandiflora (L.) Poir.
22. Sesbania greenwayi J.B.Gillett
23. Sesbania herbacea (Mill.) McVaugh
24. Sesbania hirtistyla J.B.Gillett
25. Sesbania javanica Miq.
26. Sesbania kapangensis Cronquist
27. Sesbania keniensis J.B.Gillett
28. Sesbania leptocarpa DC.
29. Sesbania longifolia DC.
30. Sesbania macowaniana Schinz
31. Sesbania macrantha Welw. ex E.Phillips & Hutch.
32. Sesbania macroptera Micheli
33. Sesbania madagascariensis Du Puy & Labat
34. Sesbania melanocaulis Bidgood & Friis
35. Sesbania microphylla E.Phillips & Hutch.
36. Sesbania mossambicensis Klotzsch
37. Sesbania muelleri C.L.Gross
38. Sesbania notialis J.B.Gillett
39. Sesbania oligosperma Taub.
40. Sesbania pachycarpa DC.
41. Sesbania paucisemina J.B.Gillett
42. Sesbania procumbens Wight & Arn.
43. Sesbania punicea (Cav.) Benth.
44. Sesbania quadrata J.B.Gillett
45. Sesbania rogersii E.Phillips & Hutch.
46. Sesbania rostrata Bremek. & Oberm.
47. Sesbania sericea (Willd.) Link
48. Sesbania sesban (L.) Merr.
49. Sesbania simpliciuscula F.Muell. ex Benth.
50. Sesbania somalensis J.B.Gillett
51. Sesbania speciosa Taub. ex Engl.
52. Sesbania sphaerocarpa Welw.
53. Sesbania subalata J.B.Gillett
54. Sesbania sudanica J.B.Gillett
55. Sesbania tetraptera Hochst. ex Baker
56. Sesbania tomentosa Hook. & Arn.
57. Sesbania transvaalensis J.B.Gillett
58. Sesbania uliginosa (Roxb.) G.Don
59. Sesbania vesicaria (Jacq.) Elliott
60. Sesbania virgata (Cav.) Poir.
61. Sesbania wildemannii E.Phillips